# Christian Perez (Dartspieler)
Christian Perez (* 17. Januar 1982 in Koronadal) ist ein philippinischer Dartspieler.

## Karriere
Christian Perez erreichte 2009 bei den Shanghai International Darts Open das Finale. Dort unterlag er John Part mit 4:10. Beim ersten philippinischen WM-Qualifier siegte Perez. Bei der PDC World Darts Championship 2010 konnte er durch ein 4:3 über Per Laursen in die ersten Hauptrunde einziehen. Dort konnte er zwar gegen Robert Thornton den ersten Satz gewinnen, unterlag allerdings am Ende dem Schotten mit 1:3. Im Folgejahr gewann Perez die Philippines Open und qualifizierte sich für die PDC World Darts Championship 2012. Nach einem 4:0 Vorrundensieg in den Legs über den Österreicher Dietmar Burger gab er in der Vorrunde kein Leg ab. In der 1. Hauptrunde unterlag er Alan Tabern mit 1:3. Wenige Monate später debütierte er beim World Cup of Darts 2012. Gemeinsam mit Lourence Ilagan unterlag er gegen die US-Amerikaner 3:5. Ein Jahr später musste das Duo aufgrund von Reiseschwierigkeiten dem World Cup absagen.
Im E-Dart konnte er die Soft Tip Dartslive Tour gewinnen. Durch den Sieg beim südasiatischen WM-Qualifikationsturnier nahm er an der PDC World Darts Championship 2015 teil. Dieses Mal verlor er allerdings bereits in der Vorrunde gegen den Spanier Cristo Reyes mit 0:4. Nach einer Finalteilnahme bei den Malaysian Open 2017 konnte er ein Jahr später das Turnier gewinnen. 
Beim World Cup of Darts 2021 war Perez erneut Partner von Lourence Ilagan. Er ersetzte Paolo Nebrida, der keinen Impfschutz mit einem von der Europäischen Union zugelassenen SARS-CoV-2-Impfstoff vorweisen konnte (stattdessen erhielt er seine Impfung mit dem Wirkstoff Sputnik V). Somit hätte Nebrida vor dem Turnier eine zweiwöchige Quarantäne antreten müssen. Dies konnte er jedoch nicht einrichten. Das philippinische Team unterlag in der ersten Runde mit 1:5 Österreich. Ende September 2022 qualifizierte sich Perez als Sieger der PDC Asian Championship 2022 für den Grand Slam of Darts und die PDC World Darts Championship 2023. Bei beiden Turnieren gelang ihm jedoch kein Sieg.
Im Januar 2023 nahm Perez an der UK Q-School teil, wobei er sich direkt am ersten Tag für die Final Stage qualifizierte. In der Final Stage konnte er als erster Spieler seines Landes letztlich auch eine Tour Card erspielen. Perez konnte jedoch aufgrund von Visaproblemen zunächst keinerlei Turniere im Vereinigten Königreich bestreiten, was beinahe die gesamte Profitournee betrifft. Somit spielte er weiterhin hauptsächlich die Asian Tour. Sein eigentliches Pro Tour-Debüt gab Perez bei den Players Championship-Turnieren 13 und 14 in Deutschland, wobei er bei ersterem direkt das Viertelfinale erreichte. Auch beim World Cup of Darts 2023 in Frankfurt am Main konnte Perez wieder teilnehmen. Zusammen mit Lourence Ilagan besiegten die Philippinen zunächst Singapur und Tschechien, womit sie ins Achtelfinale einzogen. Dort unterlagen sie Gary Anderson und Peter Wright mit 5:8.
Abgesehen von diesen drei Turnieren blieb Perez somit der Asian Tour treu und war ebenfalls wieder Teilnehmer an der PDC Asian Championship 2023. Der Titelverteidiger gewann zunächst seine Vorrundengruppe und auch das Achtelfinale, bevor er im Viertelfinale gegen Ryūsei Azemoto verlor und sich damit auch nicht für die WM qualifizieren konnte. Dafür erhielt er im Februar 2024 endlich sein Visum und konnte ab sofort die komplette Profitour spielen. So war er bei den UK Open 2024 dabei und gewann dort ein Spiel gegen Jeffrey Sparidaans, bevor er in Runde drei Vincent van der Voort unterlag. Er qualifizierte sich kurz zuvor für den European Darts Grand Prix 2024, wo er am 19. April als erster Asiate ein Spiel auf der European Darts Tour gewann. Mit 6:4 besiegte er Niels Zonneveld, verlor dann aber mit 3:6 gegen Gary Anderson.
Beim World Cup of Darts 2024 schieden Perez und Alexis Toylo dieses Mal in der Gruppenphase aus. Sie gewannen zwar wie im Vorjahr gegen Singapur, unterlagen aber deutlich den Belgiern Kim Huybrechts und Dimitri Van den Bergh. Bei den Players Championships 2024 erreichte Perez bei Turnier vier Ende Februar das Halbfinale. Dafür besiegte er Danny Lauby, Martin Schindler, Ricardo Pietreczko und die Weltmeister Gerwyn Price und Raymond van Barneveld, bevor er einem starken Damon Heta mit 2:7 unterlag. Es folgten jedoch nur ein weiteres Boardfinale (3. Runde), sowie zweimal das Einziehen in die zweite Runde, was eher eine schwache Saison darstellt. Die letzten vier Turniere des Jahres ließ Perez außerdem aus. Er qualifizierte sich über einen Tagesqualifier noch für die PDC Asian Championship 2024, wo er jedoch in der Gruppenphase ausschied. Den Tour Card Holder Qualifier zur WM 2025 spielte er außerdem nicht, sodass feststeht, dass Perez seine Tour Card wieder verliert.
Bei der UK Q-School 2025 ging Perez jedoch wieder an den Start und startete in der Final Stage. Er gewann dabei insgesamt vier Spiele und zog am zweiten Tag ins Achtelfinale ein. Er errang seine Tour Card dadurch jedoch nicht zurück.
Mitte Februar gelang Perez daraufhin ein Titelgewinn in Europa bei der World Darts Federation (WDF). Bei den Scottish Open siegte Perez im Finale mit 5:3 über Ryan Hogarth.

## Weltmeisterschaftsresultate

### PDC
- 2010: 1. Runde (1:3-Niederlage gegen  Robert Thornton)
- 2012: 1. Runde (1:3-Niederlage gegen  Alan Tabern)
- 2023: 1. Runde (2:3-Niederlage gegen  Simon Whitlock)

## Titel

### WDF
- Silber-Turniere 
  - Scottish Open: (1) 2025